# Eugene Gilbride
Eugene Gilbride (* 1. Oktober 1892 in County Sligo, Irland; † 11. März 1972) war ein irischer Politiker der Fianna Fáil. Von 1948 bis 1969 war er Teachta Dála (Abgeordneter) im Dáil Éireann, dem irischen Unterhaus.

## Biografie
Gilbride war als Landwirt tätig. Er wurde 1925 in den Sligo County Council gewählt und verblieb dort bis zu seinem Tod 1972. Er trat bei den Wahlen 1927 und 1932 im Wahlkreis Leitrim–Sligo an. Er wurde jedoch nicht gewählt. In den Dáil Éireann konnte er erst mit den Wahlen 1948 einziehen. Diesen Sitz verteidigte er bei den Wahlen 1951, 1954, 1957, 1961 und 1965. Bei den Wahlen zum Dáil Éireann 1969 trat er nicht mehr an.